# 1.6 (album)
Pour les articles homonymes, voir 16.
Albums de Tif
Houma Sweet Houma
(2022)
Singles
1. Hinata
Sortie : 15 septembre 2022
2. Amnesia
Sortie : 2 février 2023
3. Shadow Boxing
Sortie : 9 mars 2023

1.6 est le deuxième EP du rappeur algérien Tif, sorti le 10 mars 2023 sous le label indépendant HSH, en contrat de distribution avec ADA France (Warner). Succédant à l’EP Houma Sweet Houma, ce projet s’inspire des sonorités traditionnelles maghrébines, notamment algériennes, en intégrant des influences du raï, du gnaoua, du chaâbi et de la musique andalouse.
Les thématiques abordées dans les morceaux reflètent les expériences personnelles de l’artiste, notamment son exil de son pays d'origine (l'Algérie), l'identité, la nostalgie et les défis liés à la vie en diaspora. Cet opus marque une étape décisive dans la carrière de Tif, renforçant sa place sur la scène du rap francophone et attirant l’attention des médias spécialisés ainsi que d’un public grandissant.

## Genèse
Le titre du projet fait référence à la version 1.6 du jeu Counter-Strike, un élément marquant de son enfance en Algérie, qui lui remémore lorsqu'il observait son frère y jouer dans les cybercafés au début des années 2000. Cette appellation évoque également le numéro de département d’Alger, le 16,. L’artiste indique avoir hésité avec le nom Cauchemar d’un exilé égoïste, avant de privilégier un titre laissant place à une interprétation plus nuancée.
En fin 2022, sa notoriété s’accroît, notamment avec la sortie du single Hinata, publié le 15 septembre. Ce dernier est suivi par Amnesia le 2 février 2023, puis Shadow Boxing le 9 mars 2023. Le 10 mars, son deuxième EP, 1.6, paraît. Quelques mois plus tard, en octobre 2023, il publie une live session composée de six morceaux issus de ses deux projets existants, baptisée 1.6 (LIVE SESSION).
L’EP se clôt sur un extrait du dernier discours de Mohammed Boudiaf, ancien président de la République algérienne, assassiné en juin 1992 à Annaba.

## Live Session
Le 3 novembre 2023, Tif revisite six de ses morceaux en version acoustique à travers une session live saluée par la critique. Time Out Paris qualifie la performance de « session live à la vue et à la vie complètement dingues », tandis que Nova parle de « bonheur absolu » et que Mouv' souligne « une manière de briser les codes traditionnels de la réédition classique ».
En effet, selon Mouv’ : « Dans cette réédition, il propose en premier lieu une version live de ses titres, une pratique évidemment déjà vue dans le rap français, mais malheureusement trop rare dans ses scènes actuelles. Mais surtout là où le rappeur se démarque, c’est qu’il joue sur un terrain encore trop peu exploité par les artistes du genre : l’acoustique ». Le média considère d’ailleurs que Tif « est en train de réinventer les concerts de rap français ».
Les titres sont enregistrés avec quatre musiciens : Nazim et Hakeem à la guitare, Senpaï Katchy au clavier et Naghib aux percussions. Tif est entouré de ses proches, de ses managers Younès et Adil, de son compositeur Khalil, ainsi que de toute l'équipe du label Houma Sweet Houma, le tout dans une ambiance familiale. Cette session a été tournée dans le sud de la France, dos à la Mer Méditerranée, un élément que Tif considère comme une connexion profonde avec son pays d'origine, son passé et sa famille. Ce lieu, choisi pour le tournage du clip, est alors hautement symbolique pour le rappeur, marquant un émotionnel fort avec ses racines.

## Liste des titres
| 1.    | DEMAIN C'EST B3ID          | Daweee, Senpaï Katchy, Khalil Cherradi & Djam [DZ]   | 2:16 |
| 2.    | SHADOW BOXING              | Khalil Cherradi                                      | 2:47 |
| 3.    | AMNESIA                    | Khalil Cherradi, Christopher Colesse & Senpaï Katchy | 2:36 |
| 4.    | HINATA                     | Khalil Cherradi                                      | 2:55 |
| 5.    | S12 (feat. Flenn)          | Daweee & Khalil Cherradi                             | 2:53 |
| 6.    | NO PARTY (Interlude)       | Senpaï Katchy, Khalil Cherradi & AMusicBoy           | 1:43 |
| 7.    | MATHUSALEM                 | Khalil Cherradi                                      | 3:04 |
| 8.    | BYE 3ASSIMA                | Christopher Colesse                                  | 2:29 |
| 9.    | IL EST 2H ET TU ME MANQUES | Meel B, Alex Fall, Daweee & Khalil Cherradi          | 2:50 |
| 10.   | 1.6                        | Daweee & Senpaï Katchy                               | 2:52 |
| 26:30 |                            |                                                      |      |

## Clips vidéos
- Hinata : 15 septembre 2022[13]
- Amnesia : 2 février 2023[14]
- Shadow Boxing : 20 mars 2023[15]
- Live Session 1.6 : 16 octobre 2023[10]

## Titres certifiés en France
- Hinata  Or[16]
- Amnesia Or[17]

## Accueil critique et commercial

### Accueil critique
Ce projet le propulse véritablement sur la carte du rap francophone, son succès attirant rapidement l'attention des médias spécialisés et du public. Parmi eux, le journaliste Mehdi Maïzi souligne l'ampleur du phénomène sur YouTube, déclarant que « c'est une superstar en devenir », comparant son potentiel à celui du groupe PNL.
C’est ainsi qu’en d'avril 2024, Tif remporte le prix de la "Révélation Scénique de l'année" lors de la deuxième édition de la cérémonie des Flammes. En parallèle, il est nommé pour le titre de "Révélation Masculine de l'année", en compétition avec les rappeurs Favé et Yamê. Tif figure également parmi les dix artistes présélectionnés dans deux autres catégories : "Album de l'année" pour 1.6 et "Clip de l'année" pour Hinata. Toutefois, il ne parvient pas à se qualifier pour la sélection finale dans ces catégories, où trois artistes sont élus par le public.

### Réception commerciale
Le 26 décembre 2024, soit 1 et 9 mois après sa sortie, le disque est certifié disque d'or, avec plus de 50 000 exemplaires vendus. Les titres Hinata et Amnesia sont certifiés single d'or en France.

## Classements et certifications

### Certifications et ventes
| Région | Certification | Ventes/Streams |
| ------ | ------------- | -------------- |
| France | Or            | 50 000         |